# Ablon
Ablon is een gemeente in het Franse departement Calvados (regio Normandië). De plaats maakt deel uit van het arrondissement Lisieux. Ablon telde op 1 januari 2022 1.177 inwoners.
Bezienswaardig is het Château d'Ablon.

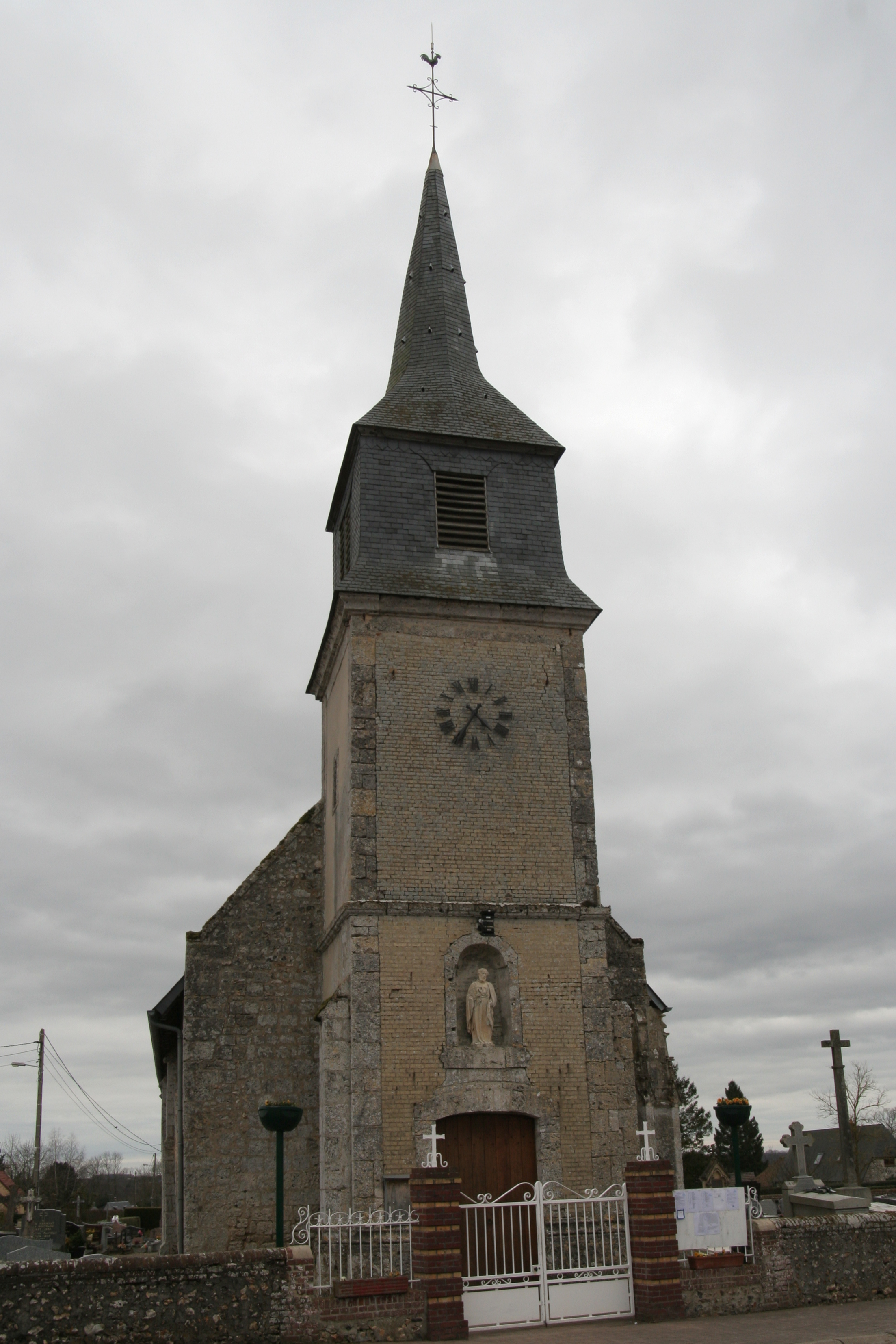
Kerk van Ablon
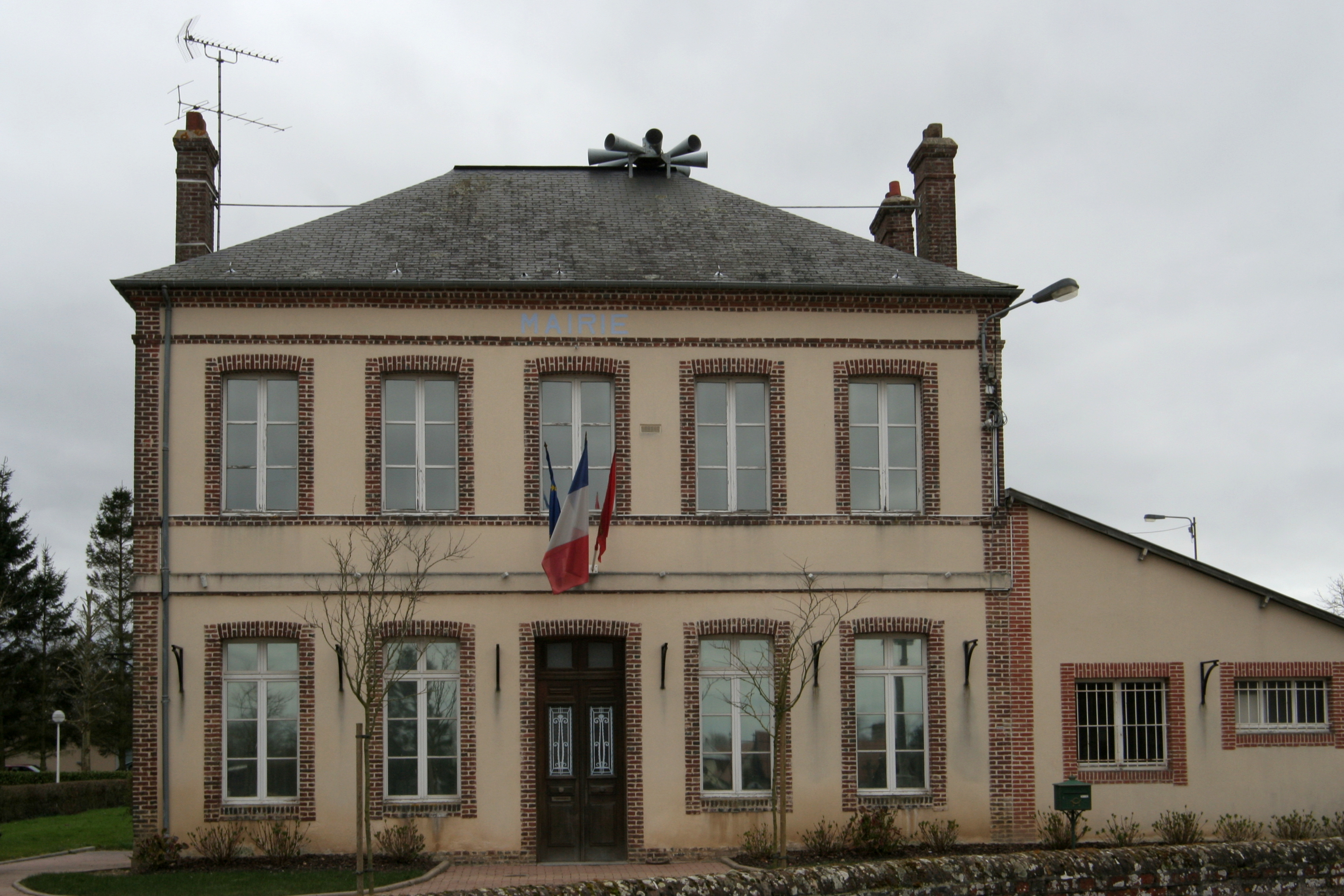
Gemeentehuis

## Geografie
De oppervlakte van Ablon bedroeg op 1 januari 2022 12 vierkante kilometer; de bevolkingsdichtheid was toen 98,1 inwoners per km².
De onderstaande kaart toont de ligging van Ablon met de belangrijkste infrastructuur en aangrenzende gemeenten.

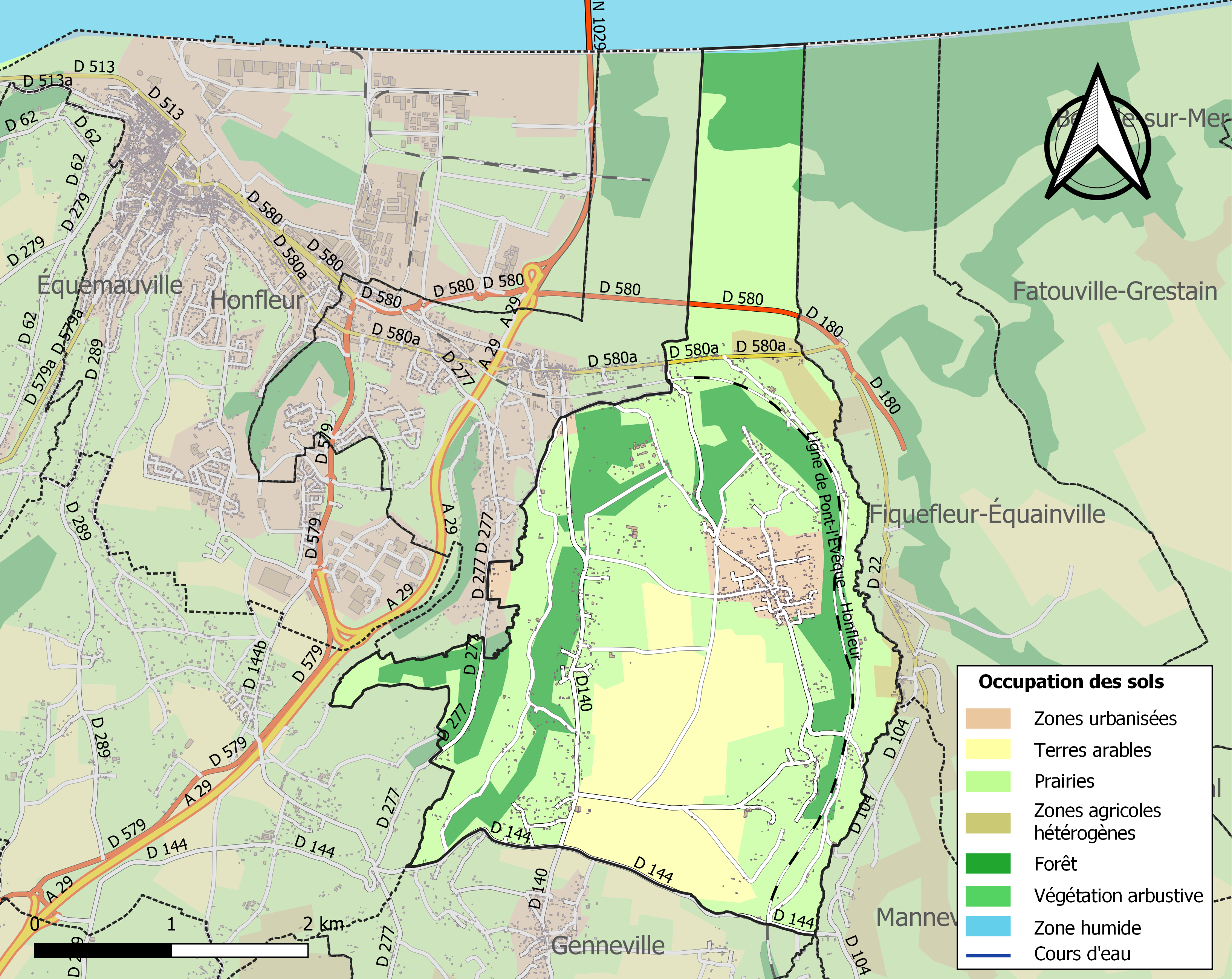

## Demografie
Onderstaande figuur toont het verloop van het inwonertal (bron: INSEE-tellingen).

Vanwege een beveiligingsprobleem met de MediaWiki Graph-software is het momenteel niet mogelijk deze grafiek weer te geven. Zodra de software is bijgewerkt zal de grafiek vanzelf weer zichtbaar worden.